# Bomolocha caducalis
Bomolocha caducalis är en fjärilsart som beskrevs av Walker 1859. Bomolocha caducalis ingår i släktet Bomolocha och familjen nattflyn. Inga underarter finns listade i Catalogue of Life.